# Cercosaura goeleti
Cercosaura goeleti är en ödleart som beskrevs av  Myers och DONNELLY 1996. Cercosaura goeleti ingår i släktet Cercosaura och familjen Gymnophthalmidae. Inga underarter finns listade i Catalogue of Life.